# Braude (Mondkrater)
Braude ist ein kleiner, schüsselförmiger Einschlagkrater auf der Mondrückseite nahe dem Südpol, südöstlich des Kraters Schrödinger und nordwestlich von Wiechert.
Der Krater wurde 2009 von der IAU nach dem ukrainischen Physiker und Radioastronomen Semen Jakowytsch Braude offiziell benannt.